# 河西街道 (本溪市)
河西街道，是中华人民共和国辽宁省本溪市溪湖区下辖的一个乡镇级行政单位。2019年，原河西街道头道社区划归火连寨街道管辖。

## 行政区划
河西街道下辖以下地区：
柳西社区、头道社区、大堡社区、煤矿社区、太平社区、柳塘社区、仕仁社区、北山社区和河西社区。